# Estádio José Alvalade
Az Estádio José Alvalade vagy José Alvalade stadion lisszaboni sportlétesítmény, a portugál Sporting csapatának otthona. Az újjáépített stadiont 2003. augusztus 6-án nyitották meg.

## Története
A stadiont, amely magában foglal egy bevásárlóközpontot mozival, egészségklubot, klubmúzeumot, sportpavilont, klinikát és egy irodaházat is, a portugál építész, Tomás Taveira tervezte. Az építési költségek 121 millió eurót tettek ki. Az UEFA „ötcsillagos stadion”-kategóriába sorolta, amely lehetővé teszi azt, hogy nemzetközi eseményeket rendezhet.
Eredetileg 40 ezer fő befogadására építették volna, de később közel 50 ezer férőhelyesre bővítették. A stadion alatt 1315 földalatti parkolót építettek, köztük 30-at a mozgássérülteknek. 
A megnyitó 2003. augusztus 6-án volt, amelyen a Sporting 3–1-re legyőzte az angol bajnokságban szereplő Manchester United csapatát. A 2004-es Európa-bajnokságon három csoportmérkőzésnek, a francia–görög-negyeddöntőnek, és a Portugália–Hollandia-elődöntőnek adott otthont. Itt rendezték a 2005-ös UEFA-kupa-döntőt is, amelyen a CSZKA Moszkva 3–1-re legyőzte a Sportingot.

## 2004-es Európa-bajnokság
A 2004-es Európa-bajnokságon az alábbi mérkőzéseket rendezték itt.
| Dátum            |               | Eredmény |             | Forduló     |
| ---------------- | ------------- | -------- | ----------- | ----------- |
| 2004. június 14. | Svédország    | 5–0      | Bulgária    | C csoport   |
| 2004. június 20. | Spanyolország | 0–1      | Portugália  | A csoport   |
| 2004. június 23. | Németország   | 1–2      | Csehország  | D csoport   |
| 2004. június 25. | Franciaország | 0–1      | Görögország | Negyeddöntő |
| 2004. június 30. | Portugália    | 2–1      | Hollandia   | Elődöntő    |